# Последният съд (триптих)
„Последният съд“ е триптих от маслени платна на Джон Мартин, създаден в периода 1851 – 1854 г.
Темата на платната е краят на света, описан в библейското „Откровение на Йоан“. Смята се, че тя е сред най-важните творби на Мартин.
Това е последната му творба, завършена непосредствено преди смъртта на художника през 1854 г. В продължение на 20 години след създаването му триптихът е излаган из целия свят като реклама на широко разпространените му гравюри.
Стилът на Мартин на поучително тълкуване в изкуството рядко е възхваляван от критиците, но остава популярен до 1860-те години. Едва в края на века е изоставен, а платната му се класифицират в началото на XX век като викториански и религиозни.
Оценката на критиката за триптиха се подобрява през 1940-те години и „Краят на света“ е закупена от галерия „Тейт“ през 1945 г.
Триптихът е събран през 1974 г., след като Шарлот Франк дарява другите 2 платна след смъртта на съпруга ѝ Робърт Франк. Всичките 3 картини са основна атракция в първата важна изложба на Мартин в „Тейт Бритън“ през 2011 – 2012 г., в която са включени също звуково и светлинно шоу за драматизиране на ефекта от картините във Викторианска Британия.
| Последният съд  |                |                |
|                 |                |                |
| Полетата на Рая | Последният съд | Краят на света |

## Триптих

### „Последният съд“
Първият елемент от триптиха, „Последният съд“, заема централното място – между спокойния пейзаж на „Полетата на Рая“ и бурната сцена на „Краят на света“. В нея са комбинирани елементи от другите две платна – тълпа „спасени“ хора от лявото, „прокълнатите“ от дясното и райското множество над тях. Рисунка с мастило и молив от 1845 г. показва, че това е дълго планирана тема, изпълнението на която започва едва в края на 1849 г. Размери: 196,8 см. на 325,7 см.
Картината отразява текст от Откровението, в които се казва, че книгата на живота е запечатана със седем печата и събитията настъпили след снемането на всеки от тях. Снемането на шестия печат довежда до „великия ден на гнева Му“, изобразен във втората картина, който е последван от последния съд след снемането на седмия печат.
Според глава 4 от Откровението „на небето стоеше престол, и на престола седеше Някой; Около престола имаше двайсет и четири престола; а на престолите видях седнали двайсет и четири старци, облечени с бели дрехи, и на главите си имаха златни венци.“. В глава 8 се казва: „Затръби и четвъртият Ангел, и биде ударена третата част от слънцето, третата част от месечината и третата част от звездите, за да потъмнее третата им част, та третата част на деня, както и на нощта, да не свети. И видях и чух един Ангел, да хвърка посред небето и да вика с висок глас: горко, горко, горко на живеещите по земята...“. В глава 9 от небето пада звезда, която образува бездна „и излезе дим от кладенеца като дим от голяма пещ“. Армиите на Гог и Магог, чийто брой „е колкото морския пясък“ са споменати в глава 20, а за Рая се говори в глава 21: „И видях ново небе и нова земя... видях светия град Иерусалим, нов, слизащ от Бога, от небето, стъкмен като невеста, пременена за своя мъж“.
На фона на картината е изобразен небесния Йерусалим, за който Мартин взима елементи от по-ранните си исторически и архитектурни платна. Божествената светлина е просмукана в цялата картина, а Христос съди от престола в центъра, придружен от 24-мата старци. Четири ангела тръбят след снемането на седмия печат.
Отдолу зее бездната, която разделя човешкия род на две – „спасените“ са се събрали на планината Сион от дясно на Бога (от ляво на зрителя) и прокълнатите, събрали се от Негово ляво. Сред добродетелните мъже, жени и деца са включени около 40 портрети на известни хора, които са нарисувани на листове хартия, които са залепени върху платното подобно на колаж, които чакат своя ред да се явят пред трона. Сред спасените са много художници, писатели и учени като Томас Мор, Джон Уесли, Кнут Велики, Жан-Батист Колбер, Джордж Вашингтон, Джефри Чосър, Торквато Тасо, Пиер Корней, Уилям Шекспир, Николай Коперник, Исак Нютон и Джеймс Уат.
Сред прокълнатите са богато облечени жени, сред които Саломе, дъщеря а Иродиада и Вавилонската блудница, както и адвокати и духовници, сред които епископ и папа. Влак с вагони с надписи „Лондон“ и „Париж“ пада в бездната. Силите на Сатаната са победени, а армиите на Гог и Магог също падат в бездната.
Картината показва времето, когато „Раят и Земята си отиват и всичко ще бъде сътворено наново“. Според Мере Пендер, Мартин първоначално е смятал да озаглави картината „Всичко сътворено наново“.
След смъртта на Мартин, картината остава в семейството му, до 1935 г., когато е продадена. През 1947 г. е закупена от Робърт Франк, който умира и през 1953 е наследена от съпругата му Шарлот. Тя я дарява на Тейт през 1974 г.

### „Краят на света“
Основна статия „Краят на света“
Втората картина от триптиха, „Краят на света“ (известна и като „Великият ден на гнева Му“), е запланувана да бъде от дясно на „Последният съд“ и продължава темата за унищожението и вечните мъки, изобразени в дясната част на централното платно.
И тази сцена е описана в Откровението: „и ето, стана голям трус, и слънцето стана черно като струнено вретище, и месечината стана като кръв; звездите небесни паднаха на земята, както смоковница, разлюляна от силен вятър, хвърля незрелите си смокини; и небето се дръпна и се нави като свитък, и всяка планина и остров се отместиха от местата си.“ Срутващите се скали в дясната част на платното са сградите на цял град, които пропадат в бездната.
Размери: 196,5 см. на 303,2 см.

### „Полетата на Рая“
Третата картина от триптиха, „Полетата на Рая“, е запланувано да бъде от ляво на „Последният съд“ и продължава пасторалния пейзаж със „спасените“ от лявата страна на централното платно.
Пейзажът напомня за италианските пейзажи на Джоузеф Търнър с ясни зелени простори. Мартин рисува подобни пейзажи с акварел около 1850 г. – „Пътешественикът“ и „Исус в Ханаан“. Цялата сцена прилича на картината на Мартин от 1841 г. „Небесният град и реката на блаженството“.
Размери: 198,8 см. на 306,7 см.

## Прием
През юни 1851 г., Мартин подписва с издателя Томас Маклийн споразумение, съгласно което ще бъде направена гравюра по „Краят на света“, а картината ще бъде изложена, за да се популяризира гравюрата. Маклийн щял да получи две трети от печалбата, а останалата една трета била за художника. Платното е изпратено на гравьора Чарлс Мотрам в края на 1851 г. Мартин вероятно е започнал работа по втората и третата картина преди края на 1851 г., тъй като на 23 юни 1852 г. е подписано второ споразумение за тяхното гравирането.
Мартин получава сърдечен удар през ноември 1853 и умира на 17 февруари 1854. Седем дни по-рано, картините са изложени за първи път заедно в Нюкасъл ъпон Тайн. Те са придружени с обяснителен памфлет, техника, която Мартин използва за ранните си библейски сцени. След това картините са изпратени в провинциалните градове, сред които Глазгоу, Единбург, Йорк, Лийдс, Оксфорд, Бирмингам, Ливърпул, Шефилд, Лесистър, Бристол и Честър. Първоначално съществува мнението, че картините са недовършени, но са подписани от художника и той се е съгласил за провеждането на турнето.
Вестник „Морнинг поуст“ публикува на 3 май 1855 статия в която възхвалява картините: „простата величественост на концепцията, широкия артистичен подход и прекрасните находчиви детайли... ще осигурят на Мартин по-голяма слава, отколкото предходните му творби“.
Картините посещават Дъблин през март 1856 и САЩ през 1857 г. Мецотинто гравюрите са публикувани през 1857 в Ню Йорк и Лондон. Картините се завръщат в Лондон през 1860 г., но пътуването им продължава още повече от десет години. През 1878 – 79 са изложени в Мелбърн и са неофициално включени в британския павилион на Международното изложение в Сидни (1879).
Твърди се, че около осем милиона души са видели картините по време на турнето им.

## Собственост
Собствеността върху картините след смъртта на Мартин е неясна. Той не ги споменава в завещанието си, а споразумението с Маклийн означава, че ще пътуват в продължение на десетилетия. Изглежда вероятно да са били поверени на братовчедката Мария Томпсън, която се омъжва за синът на Томас Уилсън, който е женен за сестрата на съпругата на Мартин.
Картините остават в семейството Уилсън-Мартин, в притежание на синът на художника Чарлс, до около 1872. Неговият син ги дава под наем за изложба в Ърлс Корт през 1897 г. На няколко пъти са предлагани на аукцион, но не са се явили купувачи. През 90-те години са окачени в „мрачна стая“ в двореца Александра, а след това на стълбището в галерията на Гюстав Доре до края на 20-те години на 20 век. През 1923 са свалени от рамките си и са навити и складирани. През 1935 г. са продадени на аукцион за 7 паунда на Рекс Кивел, директор на галерията Редферн. Тейт купува „Краят на света“ от Кивел през 1945 г. След продажбата си, „Последният съд“ е разделена на четири парчета. През 1947 г. е закупена от Робърт Франк, който я възстановява. Франк купува и „Полетата на Рая“. Триптихът е събран в галерията Тейт през 1974 г., след като вдовицата на Франк дарява другите две платна.